# Флаг Уральской республики

Флаг по наиболее известному проекту А. А. Бакова

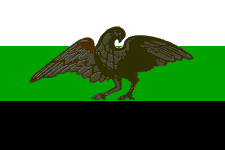
Флаг политического общественного объединения Преображение Урала

Флаг Сибири обр. 1917 г.

Флаг Демократического Комитета защиты Урала

Флаг Временного областного правительства Урала

Флаг Уральской Республики — символ Свердловской области, предусмотренный статьёй 34 конституции Уральской республики. Не был разработан и принят до 9 ноября 1993 года, когда Президент Российской Федерации Борис Ельцин издал Указ № 1874 о роспуске Свердловского областного Совета народных депутатов. 

## Предполагаемые флаги

### Бело-зелёно-черный флаг
Наиболее вероятным претендентом на принятие в качестве официального был вариант, придуманный А. А. Баковым. Флаг представляет собой прямоугольное полотнище с соотношением высоты к длине 2:3 или 1:2, созданное по образу флага Российской Федерации, состоящее из трёх равновеликих горизонтальных полос: верхней — белого, средней — зелёного (малахитового) и нижней чёрного цвета. По аналогии с бело-зелёным флагом Сибирских правительств Дербера и Вологодского белый цвет символизировал снега, а зелёный — леса, чёрный цвет — Уральские горы. Также в общеуральском масштабе высказывалась версия о том, что полосы сверху вниз символизируют Северный, Средний и Южный Урал. Существует версия о том, что цвета флага «обыгрывают» цвета родового герба Демидовых. 
Флаг впервые был поднят в 1989 году на Культурологическом конгрессе народа манси в Урае. Использовался автономистским движением уральских областников с 1991 года, в том числе для раскраски обложки издаваемого Антоном Баковым в 1991—1992 гг. журнала «Уральский областник». Баков считается инициатором использования этого флага в проекте республики, для которой он разрабатывал конституцию, при этом он отрицает использование его в мансийских проектах. С изображённой по центру флага золотой горлицей был знаменем политического общественного объединения «Преображение Урала», лидером которого являлся губернатор Свердловской области Эдуард Россель. Антоном Баковым было отчеканено 5000 значков-флагов без сокола для членов движения. В настоящее время флаг используется общественными движениями самых различных направленностей: от уральских автономистов и сепаратистов до сторонников объединения Курганской, Свердловской и Челябинской областей в единый субъект Зауральский край в составе Российской Федерации.

### Чёрно-жёлто-зелёный флаг
Флаг представляет собой прямоугольное полотнище с соотношением высоты к длине 2:3 и состоит из трёх равновеликих полос: верхней — чёрного, средней — жёлтого и нижней — зелёного цвета. Использовался Демократическим Комитетом защиты Урала в 1990 году.

### Флаг Временного областного правительства Урала
Так же возможным флагом Уральской республики мог стать флаг Временного Областного Правительства Урала существовавшего с августа по ноябрь 1918 года. Флаг состоял из двух равных полос: верхней — ярко красного и нижней — светло зелёного цвета. Был утверждён постановлением № 6 от 23 октября 1918 г. «О флаге области Урала». До настоящего времени в архивах Свердловской и Пермской областей не удалось обнаружить каких-либо документов о символике и истории создания флага Области Урала 1918 года, но мы вправе предположить, что флаг был вдохновлён появившимся в 1783 году первым гербом города Екатеринбург, который и обладал идентичными цветами.
В будущем красно-зеленые цвета Урала будут присутствовать в проекте флага и герба Свердловской области авторства Романа Будника и Владимира Типикина, только уже в вертикальном виде.